# Okres Martigny
Okres Martigny (francouzsky District de Martigny) je jedním z okresů kantonu Valais ve Švýcarsku. Jeho sídlem je Martigny.

## Poloha
Okres se rozkládá v západní části kantonu. Na severu sousedí s kantonem Vaud, na jihozápadě pak s Francií.

## Seznam obcí
| Znak           | Název obce     | Počet obyvatel (31. 12. 2022) | Rozloha (km²) | Hustota zalidnění (obyv./km²) |
| -------------- | -------------- | ----------------------------- | ------------- | ----------------------------- |
| Bovernier      | Bovernier      | 911                           | 13,07         | 70                            |
| Fully          | Fully          | 9049                          | 37,81         | 239                           |
| Isérables      | Isérables      | 829                           | 15,25         | 54                            |
| Leytron        | Leytron        | 3281                          | 26,82         | 122                           |
| Martigny       | Martigny       | 20 974                        | 32,59         | 644                           |
| Martigny-Combe | Martigny-Combe | 2336                          | 37,41         | 62                            |
| Riddes         | Riddes         | 3535                          | 23,90         | 148                           |
| Saillon        | Saillon        | 2995                          | 13,74         | 218                           |
| Saxon          | Saxon          | 6690                          | 23,22         | 288                           |
| Trient         | Trient         | 160                           | 39,56         | 4                             |
| Celkem (10)    | Celkem (10)    | 50 760                        | 263,37        | 193                           |